# 莫哈萊斯胡克區
莫哈萊斯胡克區（英語：Mohale's Hoek District）是萊索托西南部的一個區。面積3,530平方公里。根據2006年人口普查統計，人口為173,706人。首府莫哈萊斯胡克。